# Giovanni Gerbi
Giovanni Gerbi (nacido el 4 de junio de 1885 en Asti-Piamonte, y muerto el 7 de mayo de 1955 en Asti-Piamonte) fue un ciclista italiano, profesional desde 1904 hasta 1932. Durante su carrera como profesional ha conseguido victorias en clásicas italianas como el Giro de Lombardía o la Milán-Turín. Consiguió subir dos veces al podio del Giro de Italia como tercer clasificado, durante los Giro de Italia de 1911 y 1912, siendo su segundo podio una edición en la que no hubo clasificación individual. Fue tercero con el equipo Gerbi.

## Palmarés
1903
- Milán-Turín[1]

1905
- Giro de Lombardía[2]

1906
- Giro del Piemonte[3]

1907
- Roma-Nápoles-Roma[4]
- Giro del Piemonte[5]

1908
- Roma-Nápoles-Roma, más dos etapas[6]
- Giro del Piemonte[7]

1909
- Roma-Nápoles-Roma, más 1 etapa[8]

## Resultados en Grandes Vueltas
Durante su carrera deportiva ha conseguido los siguientes puestos en las Grandes Vueltas:
| Carrera         | 1904 | 1905 | 1906 | 1907 | 1908 | 1909 | 1910 | 1911 | 1912 | 1913 | 1914 | 1915 | 1916 | 1917 | 1918 | 1919 | 1920 | 1926 | 1932 |
| --------------- | ---- | ---- | ---- | ---- | ---- | ---- | ---- | ---- | ---- | ---- | ---- | ---- | ---- | ---- | ---- | ---- | ---- | ---- | ---- |
| Giro de Italia  | X    | X    | X    | X    | X    | Ab.  | Ab.  | 3º   | 3º   | Ab.  | Ab.  | X    | X    | X    | X    | -    | Ab.  | Ab.  | Ab.  |
| Tour de Francia | Ab.  | -    | Ab.  | -    | 20º  | -    | -    | -    | -    | -    | -    | X    | X    | X    | X    | -    | -    | -    | -    |
| Vuelta a España | X    | X    | X    | X    | X    | X    | X    | X    | X    | X    | X    | X    | X    | X    | X    | X    | X    | X    | X    |

-: No participa

Ab.: Abandono

X: Ediciones no celebradas